# Oracle Challenger Series – Newport Beach 2020
Die Oracle Challenger Series – Newport Beach 2020 war ein Tennisturnier der WTA Challenger Series 2020 für Damen sowie ein Tennisturniers der ATP Challenger Tour 2020 für Herren, welche zeitgleich vom 27. Januar bis 2. Februar 2020 in Newport Beach stattfanden.

## Damenturnier
→ Qualifikation: Oracle Challenger Series – Newport Beach 2020/Damen/Qualifikation